# ウェスチングハウス・エレクトリック・カンパニー
- Westinghouse
- ウェスチングハウス
- ウェスティングハウス

ウェスチングハウス・エレクトリック・カンパニーまたはウェスティングハウス・エレクトリック・カンパニー（Westinghouse Electric Company LLC.）は、アメリカ合衆国の原子力関連企業。略称はWEC。本記事においては日本法人の公式表記・登記上の表記に従い、『ウェスチングハウス』と表記する。

## 概説
WECは、原子力関連の広範な製品の販売とその関連サービスを行う多国籍原子力関連企業である。核燃料、サービスとメンテナンス、制御と計測、原子炉の設計などを行っている。
旧ウェスティングハウス・エレクトリック（WE）の一部で、独立した原子力企業であったが、1997年にWEはCBSを買収し、原子力部門を英国核燃料会社に売却。2006年には東芝に売却され、東芝グループの一部となった。本社はアメリカ合衆国ペンシルバニア州バトラー郡に所在する。
2017年3月24日、親会社である東芝が、原子炉建設事業における90億ドルの損失を理由に、同社の米連邦倒産法第11章の適用を申請することを公表。主な原因となったのはジョージア州のボーグル発電所とサウスカロライナ州のV.C.サマー原子力発電所における計4基のAP1000原子炉の建設計画に起因する損失であった。ウェスチングハウス・エレクトリック・カンパニーは、2017年3月29日に倒産法第11章に基づく破産保護を申請。2018年1月4日にはブルックフィールド・ビジネス・パートナーズによって買収された。
2022年10月11日、ブルックフィールド・リニューアブル・パートナーズと機関投資家（51 %）、そしてカメコ（49 %）による経営権の取得と、2023年後半に負債の約34億ドルを含む、78億7500万ドルで買収を完了することが発表された。

## 社史

### 旧ウェスティングハウス・エレクトリックとの関係
WECはもともとウェスティングハウス・エレクトリックの産業部門であったが、同社がCBSを買収し、自身がCBSコーポレーションとなったため法人としての『ウェスティングハウス・エレクトリック』の名前は消滅した。以降はその商標を除いて多くの部門が売却された。このうち、最後まで残っていた原子力部門は英国核燃料会社が購入し、同部門はウェスチングハウス・エレクトリック・カンパニーとして再度立ち上げられた。
分社化によりCBSコーポレーションの関連企業ではなくなったが、ウェスチングハウス・エレクトリック・カンパニーLLCはCBSコーポレーションの商標管理部門を引き継いだパラマウント・グローバル傘下のウェスティングハウス・エレクトリック・コーポレーションが所有する「ウェスティングハウス」・「ウェスチングハウス」の商標をライセンスの元に使っている。ウェスティングハウス・エレクトリックは1920年にピッツバーグでラジオ局のKDKAを設立しており、2010年には90周年記念の主要スポンサーであった。現在このラジオ局はCBSラジオが保有している。

### 東芝への売却
2005年7月、英国核燃料会社は18億ドル相当でのウェスチングハウスの売却を計画した。売却は東芝、GE、三菱重工を含めた幾つかの企業が関心を示したが、ファイナンシャル・タイムズは2006年1月23日、東芝が50億ドルでの購入を提案し競売に勝ったと報じた。
2006年2月6日、東芝はWECの54億ドルでの購入を確認し、投資家に少数の株式を売却すると公表した。原子力産業の専門家は、この売却に非常に驚き、中華人民共和国・アメリカ合衆国・イギリスなどで多額の投資が期待され、成長が見込まれる原子力市場において、世界最大の原子炉生産会社の一角であるウェスチングハウスを売却する英国核燃料会社の見識に疑問を持った。しかし、エコノミスト誌は幾つかの売却理由を挙げており、アジアにおける企業の商業的リスクが税金で保有される企業としては大きすぎること、またもし英国で原子力発電所の競売に勝った場合に公正でないとみなされ、負けた場合には技術的信頼の欠如と見られるという問題があり、さらに原発を建設する英国政府の記録は商業災害であったとしている。
買収は2006年10月16日に54億ドルで行われ、東芝が株式の77 %を保有し、シェアパートナーとしてショーグループが20 %、IHIが3 %を保有することとなった。
2007年8月13日、東芝は株式の10 %を5億4000万ドルでカザフスタンの国営企業で、ウラン採掘企業であるカザトムプロムに売却した。カザトムプロムは株式を所有はしているものの、取締役会でのプレゼンスや議決権や拒否権は受動的であり、同社は東芝に対して、全株買取のストックオプションの権利を保有している。
2011年9月、東芝はショーグループの株式の取得交渉を行っていると報じられ、その直後、両社が報道内容について確認した。これはショーグループが株式の売却オプションを行使したことによるもので、2013年1月に株式の取得は完了し、東芝の株式保有比率は87 %にまで上昇した。東芝は他のパートナーに取得した株式の一部を譲渡する考えを発表していたが、2014年3月31日現在、87 %の株式を所有し続けていた。

### 本拠の移転
WECは、近年本拠をペンシルバニア州モンローヴィルのエネルギーセンターからペンシルバニア州バトラー郡クランベリー郡区のクランベリーウッズに移転した。報告メモによれば、これは世界の原子力工業の急速な拡大を理由として始められたとされている。建設は2007年7月に着工し、移動は2009年6月に始まり2010年12月に完了した。
修理・交換・オートメーションサービス（RRAS）業はモンローヴィル本社の場所不足の問題を軽減するために、より早い2008年春に移動を行っていた。この早期の移動の一部として、モンローヴィルとクランベリー間で最初の通勤シャトルバスを終日運行されていた。

### 年表
- 1999年 - ウェスチングハウス・エレクトリック・カンパニーが英国核燃料会社の原子力事業を公式に始める。
- 2000年 - ABBグループの原子力事業が英国核燃料会社に買収され、ウェスチングハウスに統合される。
- 2006年 - PaR Nuclear/Ederer Nuclear Cranesの買収を完了、燃料とキャスク取り扱い設備システムの提供を開始する。同年、東芝に売却される。
- 2007年 - ISTホールディングス（英語版）との間でIST Nuclearの取得契約に合意した。さらにカロライナ・エネルギー・ソリューションズ（Carolina Energy Solutions）と関連会社のアグレッシブ・エクイップメント（Aggressive Equipment）、コンストラクション・インスティテュート・オブ・アメリカ（Construction Institute of America）、カロライナ・ユナイテッド・サービス（Carolina United Services）などを買収、現在それぞれWEC機械加工、WEC溶接研究所、カロライナ・ユニオン・サービスとなっている。さらにフランスの原子力技術企業アステア（Astare）も買収している。
- 2009年 - 日本で原子力燃料の販売を行う原子燃料工業株式会社を買収、またデジタル計測制御安全系改良市場にむけて核製品の計測制御製造大手のCSイノベーションズを買収。
- 2010年 - 英国ヨークシャー州シェフィールドフォージマスターズ（英語版）で超大型鍛造プレス工場の建設を公表した。またスプリングフィールド燃料有限会社の所有権の永久的な譲渡を含む英国スプリングフィールド燃料所の主要な利害関係を手に入れた。同年、本拠地をペンシルバニア州モンローヴィルからペンシルバニア州バトラー郡クランベリーウッズに移動する。
- 2015年 - シカゴ・ブリッジ・アンド・アイアンからストーン・アンド・ウェブスターを買収[16]。
- 2017年3月29日 - 米連邦倒産法第11章の適用をニューヨーク州連邦裁判所に申請し、経営破綻[17]。
- 2018年1月4日 - ブルックフィールド・ビジネス・パートナーズ（英語版）による買収が完了[18]。
- 2022年
  - 10月11日 - ブルックフィールド・リニューアブル・パートナーズ（英語版）やカメコによる、2023年後半に予定される買収完了が発表された[4][5]。
  - 10月28日 - ポーランド初の原子力発電所を建設すると発表[19]。

## 技術力
20世紀の間、ウェスティングハウスの技術者と科学者はアメリカ政府から28000の特許を取得しており、すべての会社の中で三番目に多かった。
世界で最初の第三世代+ 原子炉のAP1000型原子炉の開発を行いしNRCに最終設計承認を受けたことで注目され、中国で建設されている原子炉のうち4機がAP1000であり、2018年9月に最初の商業運転が開始された。

## 国際展開

### アメリカ合衆国
アメリカ合衆国では、2009年1月時点で6基のAP1000型原子炉が受注されており、さらに原子炉の建設を求める数社がAP1000型原子炉の導入を検討している。
最低でも合計14機のAP1000型原子炉が、NuStart Consortium、デュークパワー、プログレス・エナジー、サザン・ニュークリア、サウスカロライナ・エレクトリック&ガスなどに選ばれている。

### ヨーロッパ
ヨーロッパには完全子会社がいくつか存在している。ベルギーのニベルには欧州サービスセンター（European Service Center、ウェスチングハウス・エレクトリック・ベルギー）が存在し、ここでは欧州全体の計画のために機械類が準備されている。ドイツのABBの原子力部門の買収後、放射性物質貯蔵活動をドイツのラーデンから既存のベルギーのニベルに移動させた。その拡張の直後、他の部門もブリュッセル支社の雇用と同じようにニベルに移動された。2011年には200人が雇用されており、ニベルで働いている。
2001年、ウェスチングハウスはフランス電力の原子力蒸気発生器の非破壊検査に特化したLogitest社の事業を引き継ぎ、以来フランスでの事業を拡大している。ウェスチングハウス・エレクトリック・フランスはオルセーとマルセイユに事業所を持ち、400人あまりの雇用者がフランスのウェスチングハウスの社員となっている。
AP1000型原子炉はこれから英国で建設される新しい原子力発電所に選択されうる原子炉設計の1つとされている。2013年末にはニュージェネレーションの株式の50 %を取得している。

### アジア
1970年代以降、韓国で新しい原子力発電所の建設にかかわっており、現在は1年に1機ほどの新しい発電所の運用開始を助けている。2006年には中国の国家原子力技術企業がウェスチングハウスのAP1000の導入を決めており最初の者は2013年に稼動を始める予定である。

### アフリカ
南アフリカ共和国で最終入札に残った2社のうち1社になっている。

## 顧客第一
2003年以降、ウェスチングハウスは会社を内から外へ事業を展開する方針を変更し、「顧客第一」を企業全体のイニシアチブとすることに着手した。この計画のために4つの基本原則が立てられた。
- リーン生産方式 - トヨタ方式を基礎にした無駄を減らす取り組み。
- シックス・シグマ - モトローラ方式を基礎にした、生産におけるエラーを減らす取り組み。
- ヒューマン・パフォーマンス - エラーの前兆となる原因を除去し、エラーへの障壁を設けることでエラーの頻度と重症化を減らすための原子力産業的アプローチ
- 行動の分化 - グループから個人を区別するために行動の運用を変える取り組み

この長期的計画は製品の改善と労働者との関係改善の両方のために役立っている。